# شهرستان شیزونگ
شهرستان شیزونگ (به لاتین: Shizong County) یک شهرستان‌های جمهوری خلق چین در چین است که در کوجینگ واقع شده‌است. شهرستان شیزونگ ۲٬۰۹۶ کیلومتر مربع مساحت و ۳۳۳٬۶۲۱ نفر جمعیت دارد.